# フェリシア (曲)
『フェリシア』 (Felicia) はウルグアイのピアニスト、エンリケ・サボリドが作曲したタンゴの曲である。

## 楽曲
1907年にダンスホールで初演された。曲名は常連の女性の名前、フェリシア・イラレギ（Felicia Ilarregui）に由来する。
歌詞は二通りつけられているが、歌唱なしで演奏されることが多い。
エドガルド・ドナート楽団やフランシスコ・カナロ楽団など著名なタンゴ楽団によって演奏され、かつ今もよく聴かれる有名なタンゴである。
YouTubeにも、いくらかアップロードされている。